# Edouard Charles Brunard
Edouard Charles Eugène Brunard (Sint-Gillis, 21 november 1869 - Baisy-Thy, 17 mei 1939) was een Belgisch senator en burgemeester.

## Levensloop
Edouard Eugène Brunard was de zoon van Edouard Hubert Frédéric Brunard (junior) en van Marie Jacquet.
Brunard was notaris in Baisy-Thy, een gemeente die sinds 1977 deel uitmaakt van Genepiën. Hij erfde er in 1914 de hoeve "Court
d'Aywières", maar ging daarna wonen op de historische hoeve "Bois-Saint-Jean". Hij bouwde er een glyptotheek uit, waar hij diverse historische stenen werken uit de omgeving verzamelde.
Hij werd in de gemeentepolitiek actief als gemeenteraadslid (1903), schepen (1903) en burgemeester (1904-1912).
In 1913 werd hij verkozen tot liberaal senator voor het arrondissement Nijvel, een mandaat dat hij bekleedde tot in 1921.